# 公園大道425號

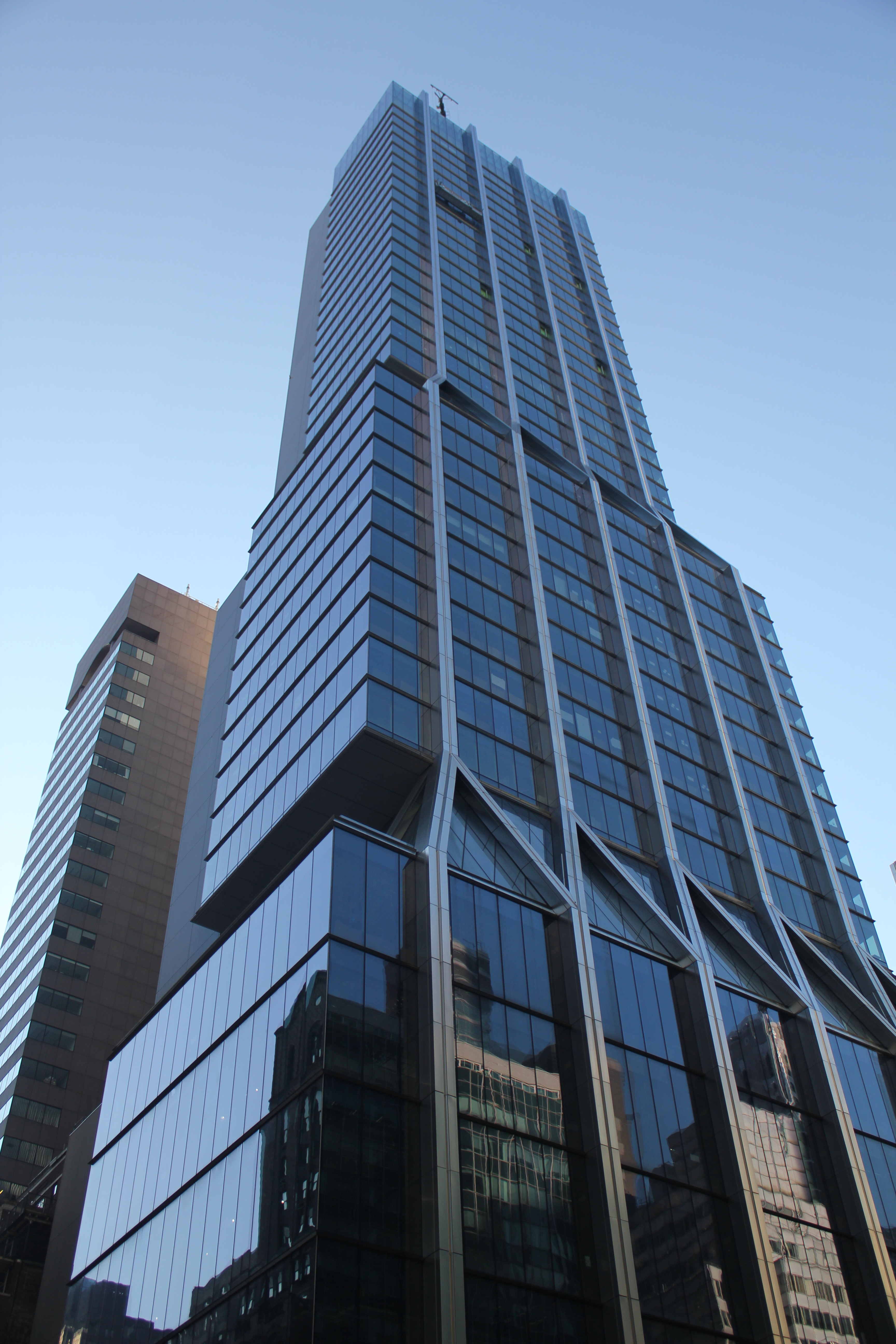

公園大道425號（425 Park Avenue）是美國紐約市的一座辦公樓，設計者是Foster + Partners。這座建築開工於2016年，竣工於2022年10月。公園大道425號高860英尺（262.1），原址上本有一座高388-英尺（118-）的大樓。在新建過程中，舊建築得到部分保存。